# Krystyna Liberda
Krystyna Liberda (Niedźwiedź, 7 de marzo de 1968) es una deportista polaca que compitió en biatlón. Ganó una medalla de bronce en el Campeonato Mundial de Biatlón de 1993, en la prueba por equipos.

## Palmarés internacional
| Campeonato Mundial | Campeonato Mundial  | Campeonato Mundial | Campeonato Mundial |
| Año                | Lugar               | Medalla            | Prueba             |
| ------------------ | ------------------- | ------------------ | ------------------ |
| 1993               | Borovets (Bulgaria) | Medalla de bronce  | Equipo             |